# Arroyo Grande (Uruguay)
El arroyo Grande es un curso fluvial que marca el límite entre los departamentos de Flores y Soriano, en Uruguay.
El Arroyo Grande nace en la Cuchilla Grande Inferior al norte de Ismael Cortinas y atraviesa la Penillanura Cristalina. Posee 135 kilómetros de curso y desemboca en el embalse de Paso del Palmar.
Como consecuencia de la represa, que está ubicada en el departamento de Soriano, Los lagos que forman su embalse limitan con los departamentos de Flores, Durazno y Río Negro.
EL arroyo atraviesa un área ganadera y cerealera extensiva.